# Deutsche Saarzeitung
Die Deutsche Saarzeitung war eine nationalsozialistische, völkische und deutschnationale Wochenzeitung für das Saargebiet. Ihr Untertitel lautete Nationales Kampfblatt.

## Geschichte
Die erste Ausgabe der Deutschen Saarzeitung erschien im August 1924. Das Blatt war zunächst auf der Linie der völkischen Bewegung nach Erich Ludendorff. Herausgeber und Chefredakteur war zunächst Franz Schlöder, ein Schneidermeister aus Traben-Trarbach. Redaktionssitz war die Lohmühlenstraße 5 in Saarbrücken, die auch später Geschäftsstelle der NSDAP im Saargebiet wurde. Seine Nachfolge trat Theo Schlemmer, späterer Chefredakteur des Saarbrücker Abendblattes, an. Den Druck übernahm die Homburger Druckerei und Verlags mbH. Das Blatt warb für Otto von Bismarcks Idee von einem Großdeutschland und kritisierte den Friedensvertrag von Versailles sowie die Arbeit der Regierungskommission des Saargebietes. Gegen Ende des Jahres wurde das Blatt verboten, jedoch 1925 wiederzugelassen.
Nach dem Neustart der Zeitung diente das Blatt als Parteiorgan der DNVP. Chefredakteur war Fred Hilgers und die Druckerei Eduard Haupt in Brebach übernahm den Druck. Die deutsche Saarzeitung erschien noch bis 1927 und wurde danach eingestellt. Mit der gleichnamigen Publikation, die nach dem Zweiten Weltkrieg von dem Deutschen Saarbund herausgegeben wurde, hat die Publikation nichts zu tun.